# پل آگویلار
پل آگویلار (انگلیسی: Paul Aguilar؛ زاده ۶ مارس ۱۹۸۶) یک بازیکن فوتبال است.